# 253 bis cité de Soye
La baraque 253 bis cité de Soye est un élément témoin du modèle du Bungalow U.K.100 proposé par le ministère de la Reconstruction et de l'Urbanisme (MRU) dès 1945, pour reloger les populations sinistrées dans le cadre de la reconstruction de la France à la suite de la Seconde Guerre mondiale.
Il s'agit du seul bâtiment provisoire américain de type UK100 à avoir été conservé en vue de son ouverture au public. 
Le projet a reçu le label de la Fondation du Patrimoine.
Elle fait partie des actuels cinq pavillons-témoins des cités provisoires ouverts au public en France.
Le baraquement est inscrit au titre des monuments historiques par arrêté du 16 septembre 2016 .

## Présentation
Ce baraquement témoin a été sauvé de la démolition en 2012 par une association locale de préservation du patrimoine avec l'aide de la Fondation du Patrimoine, de l'Union REMPART, des communes de Lorient et de Ploemeur.
Elle est construite en bois et Homasote, sorte d'isorel. C’est une maisonnette de 8,62 m sur 7,42 m inspirée par le design des maisons des années 1930 conçues pour la Tennessee Valley Authority. Son implantation est proche du baraquement 253 cité de Soye, qui était la 1re baraque à avoir été reconnue comme « élément constitutif du patrimoine ». Ouverte au public depuis mai 2014, elle accueille une partie de la "Cité de l'habitat provisoire", seul micro-musée consacré à l'architecture modulaire du milieu du XXe siècle.

## Galerie

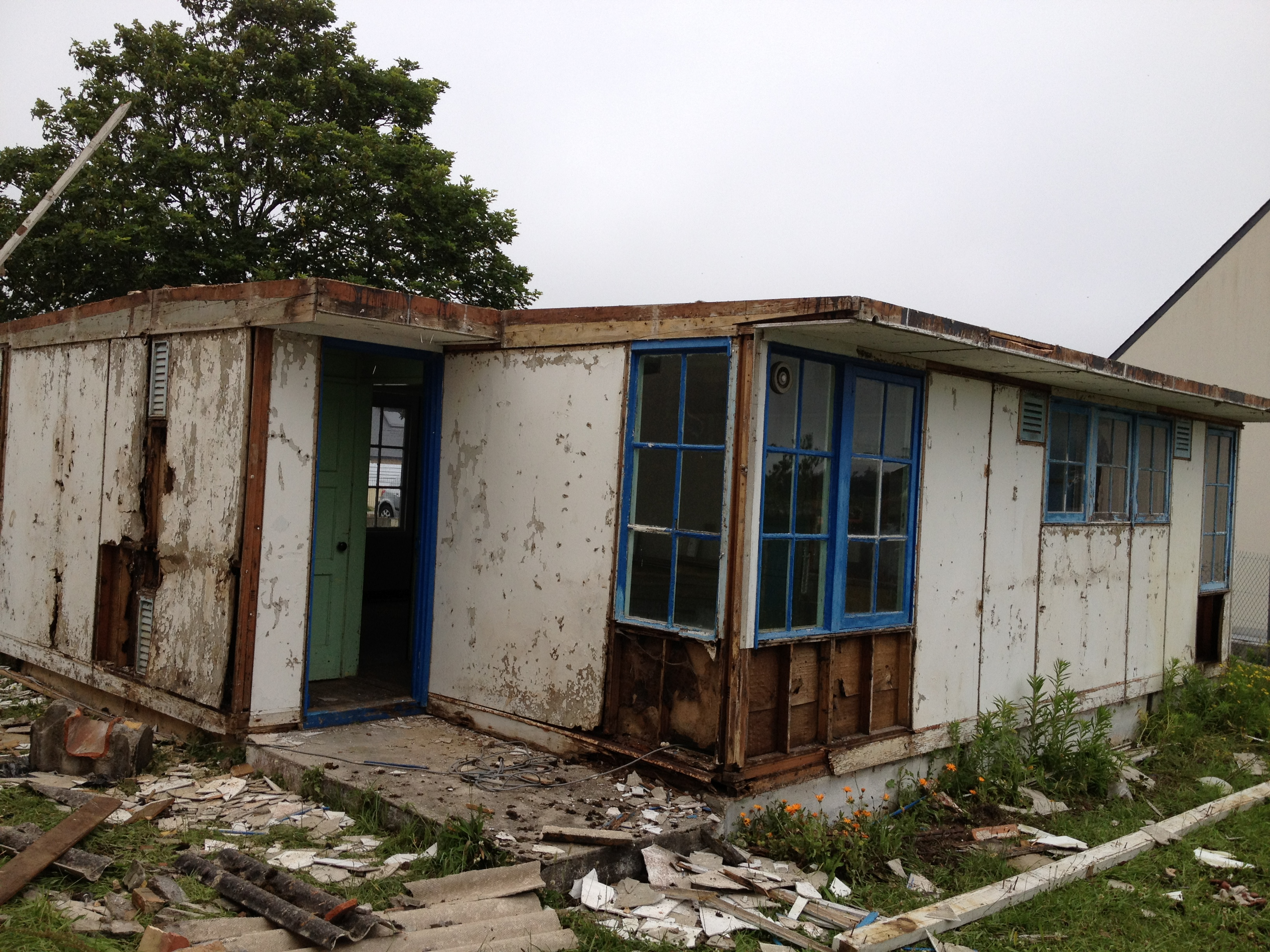
Début du démontage (juillet 2012)
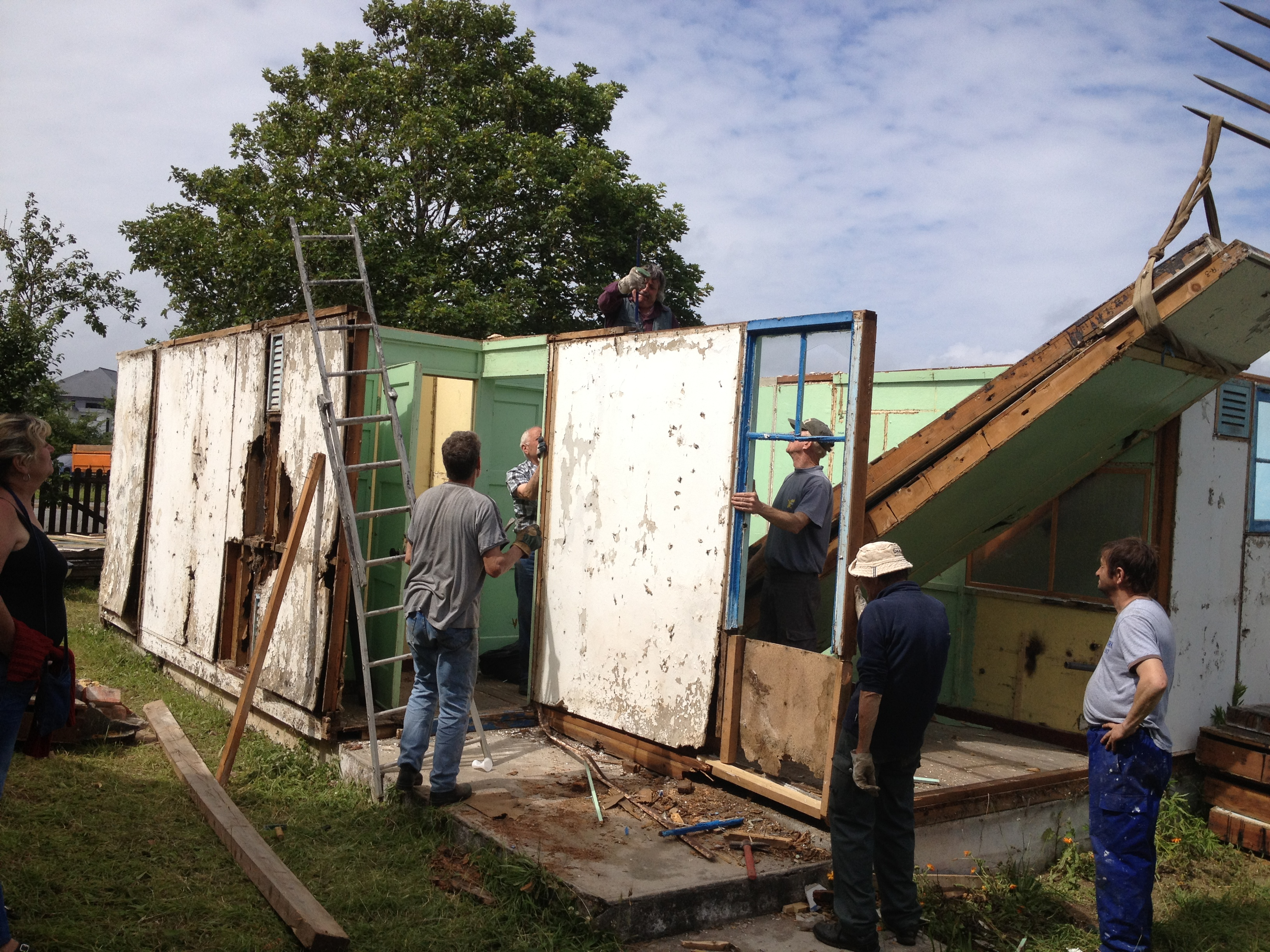
Suite du démontage (juillet 2012)
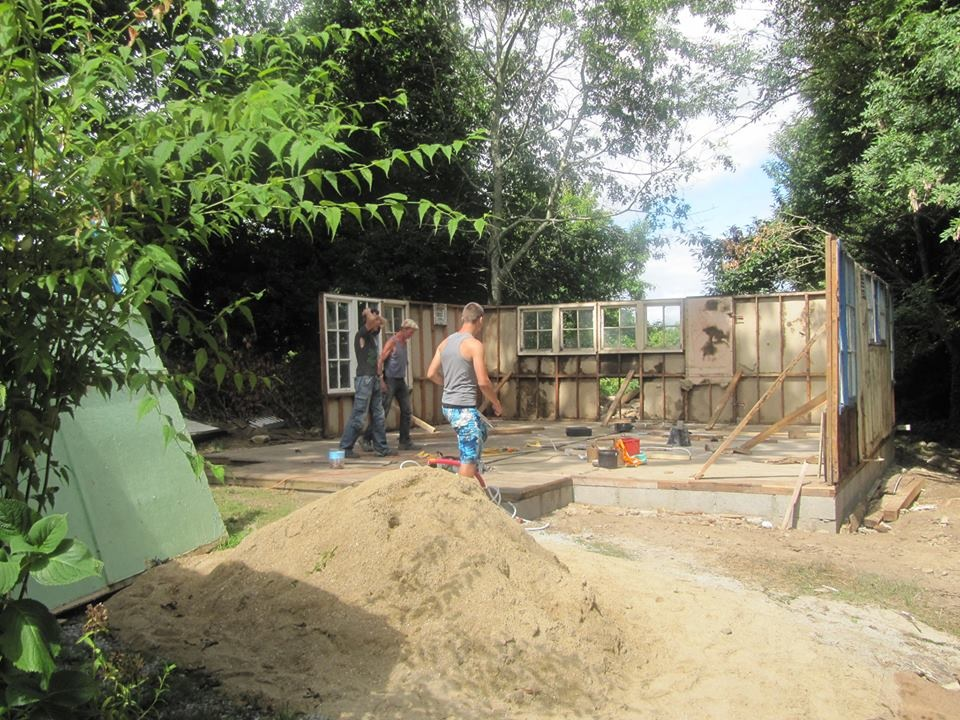
Début du remontage à son nouvel emplacement (août 2013)
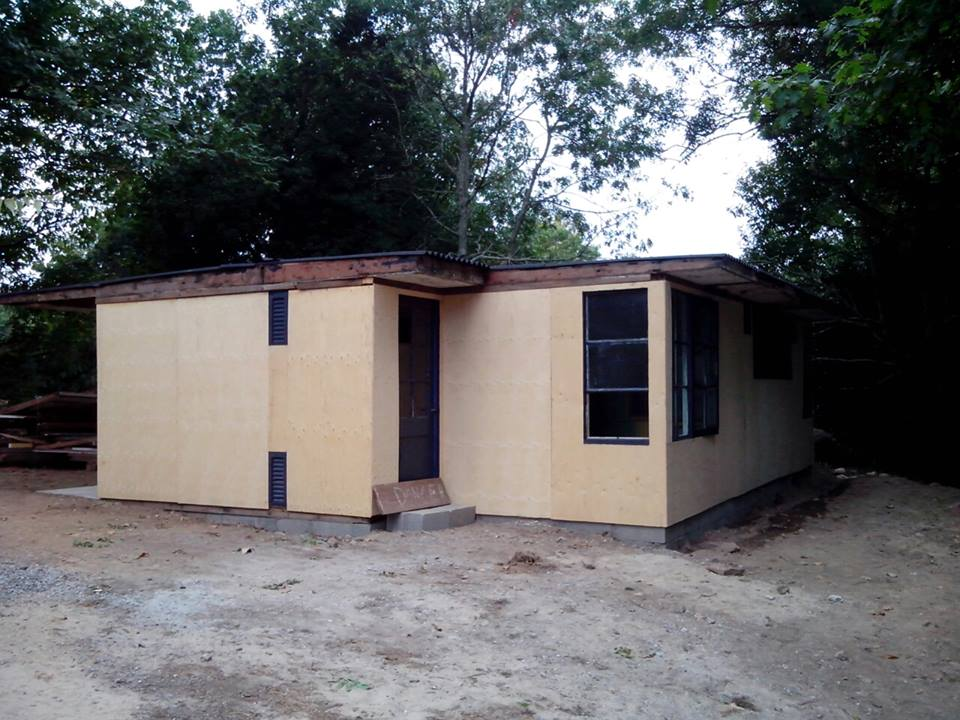
Nouvel aspect extérieur en chantier (septembre 2013)

### Source
- (en) Brenda Vale, Prefabs : The history of the UK Temporary Housing Programme, Taylor & Francis (1re éd. 1995)